# Sterowanie ruchem kolejowym
Sterowanie ruchem kolejowym (SRK i często, choć niepoprawnie pod względem ortograficznym, srk) – zestaw funkcji oraz ich zastosowania, które umożliwiają bezpieczny ruch pociągów.
Obejmuje urządzenia niezbędne do zapewnienia bezpieczeństwa oraz sterowania ruchem pociągów na sieci kolejowej, wraz z urządzeniami do zapewnienia komunikacji i oprogramowaniem urządzeń sterowania.
Wyróżnia się w nim składniki:
- pokładowe,
- przytorowe[6].

Urządzenia techniczne związane ze sterowaniem ruchem kolejowym, w zależności od pełnionych przez nie funkcji, mogą być:
- wbudowane bezpośrednio w elementy konstrukcyjne toru kolejowego,
- usytuowane na torowisku lub wbudowane w podtorze,
- umieszczone w specjalnie przeznaczonych do tego celu budynkach (nastawniach), kontenerach lub innych obiektach spełniających wymagania odpowiednie do rodzaju zastosowanych urządzeń.

## Historia
Początek kolei żelaznych to era szybszych i bardziej komfortowych podróży, a także zdecydowanie większej dostępności transportu dla całego społeczeństwa niż w czasach poprzednich.
Wprowadzenie nowego środka transportu znacznie zwiększyło też prawdopodobieństwo wystąpienia groźnych wypadków komunikacyjnych. Wymusiło to na konstruktorach parowozów oraz na budowniczych infrastruktury kolejowej obranie jako priorytetu bezpieczeństwa kolei dla podróżnych i wszystkich osób z nią związanych. Aby uniknąć zderzenia czołowego pociągów bądź najechania na tył innego pociągu, zaczęto stosować różne rozwiązania. Na odcinkach, gdzie pociągi mogły poruszać się tylko w jednym, ustalonym i niezmiennym kierunku, stosowano odstępy czasowe. Znacznie bezpieczniejsze było wyprawianie pociągów w odstępie drogi, linia została podzielona na szlaki i odstępy. Każdy odstęp był ochraniany sygnałami, których nastawienie na sygnał „Wolna droga” było możliwe tylko wtedy, gdy odcinek nie był zajęty przez żaden pociąg – w myśl zasady, że na jednym odcinku bądź szlaku może znajdować się tylko jeden pociąg. Dodatkowo skład mógł zostać wyprawiony na szlak lub odstęp w momencie, kiedy poprzedni skład w całości, wraz z sygnałami końca pociągu, dotarł do posterunku następnego.
Porozumiewanie pomiędzy stacjami ze względu na znaczne odległości odbywało się za pomocą dzwonów sygnałowych, telegrafu, urządzeń blokady liniowej bądź telefonicznie. Na liniach o ruchu zmiennokierunkowym, na przykład jednotorowych dwukierunkowych, stosowano kilka rozwiązań zależnie od kraju. Jednym z nich jest tak zwany ruch pociągów z zachowaniem punktów krzyżowań. Metoda ta polega na tym, że każdy pociąg może wyjechać na szlak ze stacji planowego krzyżowania, które jest ujęte w rozkładzie jazdy pod warunkiem, że skład z kierunku przeciwnego przybył na tę stację. W przeciwnym wypadku musi na niego czekać albo do dalszej jazdy otrzymać wymagane pisemne zezwolenie.
Kolejnym sposobem regulacji ruchu kolejowego jest zasada ruchu pociągów z zachowaniem pierwszeństwa kierunku. Charakteryzuje się ona tym, że wyprawiane bez pozwolenia mogą być pociągi tylko jednego kierunku, który jest ustalony przez właściwą dyrekcję kolei. Aby wyprawić pociąg kierunku przeciwnego, wymagane jest pisemne zezwolenie zawiadowcy stacji, do której pociąg ma być wyprawiony. Zezwolenie to powinno być przesłane pociągiem jadącym z kierunku posiadającego pierwszeństwo. Dzięki temu rozwiązaniu to dyżurny ruchu stacji wyprawiającej pociągi w kierunku z pierwszeństwem jest odpowiedzialny za ruch między dwiema sąsiednimi stacjami.
Stosowano również jazdę z przewodnikiem (pilotem). Taka jazda cechowała się tym, że dla każdego szlaku zawierającego się pomiędzy stacjami linii jednotorowej był przydzielony pracownik, bez którego żaden pociąg nie mógł zostać wyprawiony ze stacji na szlak. Jazda mogła odbywać się tylko z wyżej wymienioną osobą. Jeżeli na skutek sytuacji ruchowej zaistniała potrzeba wyprawienia kilku pociągów, jeden za drugim w tym samym kierunku, przewodnik (pilot) wydawał pozwolenie za pomocą rozkazu szczególnego (pisemnego) wszystkim prowadzącym pojazd kolejowy, z wyjątkiem ostatniego pociągu, który musiał sam przeprowadzić.
Ciągły rozwój ruchu kolejowego powodował często braki personelu do pracy na stanowiskach związanych z zabezpieczeniem ruchu kolejowego, dlatego zaczęto stosować tak zwaną jazdę na berło. Berło wyjęte z przyrządu upoważniało maszynistę do wyjazdu na linię. Wyjęcie kolejnego berła z któregokolwiek urządzenia było niemożliwe, dopóki wyciągnięte uprzednio nie zostało włożone do tożsamego urządzenia na następnej stacji. Dopiero wówczas możliwe było wyciągnięcie berła. Maszynista każdego pociągu wyprawianego na szlak lub odstęp musiał posiadać berło.
Przełomowym momentem w poprawie płynności, a zarazem bezpieczeństwa ruchu kolejowego było zastosowanie wynalazku braci Chappe. Telegraf Chappe’a był urządzeniem do porozumiewania się za pomocą znaków optycznych. Telegraf optyczny wywarł ogromny wpływ na rozwój kolei i tworzenie systemów sygnalizacji kolejowej stosowanej z drobnymi różnicami na całym świecie.
Twórcą semafora, którego wskazania były uzależnione od ustawienia zwrotnic, był Polak, Jan Józef Baranowski. Semafor Baranowskiego z 1857 roku po raz pierwszy znalazł praktyczne zastosowanie na linii kolejowej Paryż – Rouen. W 1862 roku wynalazek Baranowskiego został zaprezentowany na Wystawie Światowej w Londynie, dzięki czemu zaczęto go powszechnie używać także w Anglii.
Postęp techniczny wymusił na konstruktorach opracowanie nowego rodzaju sygnalizacji, to jest sygnalizacji świetlnej. Obrazy wyświetlane na semaforach zostały zunifikowane w 1959 roku przez Organizację Współpracy Kolei (OSŻD). Jest to organizacja założona przez państwa Bloku Wschodniego. Dzięki temu w krajach, które były za żelazną kurtyną, systemy sygnalizacji, poza nielicznymi, drobnymi szczegółami, są do siebie bardzo zbliżone. W systemie sygnalizacji opracowanym przez OSŻD sygnały na sygnalizatorach świetlnych podawane są za pomocą świateł sygnałowych umieszczonych w pionowej linii. Obraz na semaforze może składać się z jednego bądź dwóch świateł, które dodatkowo mogą być uzupełnione pasem świetlnym znajdującym się pod komorami sygnałowymi. Pas świetlny tworzy sygnał tylko w połączeniu z dolnym światłem pomarańczowym semafora świetlnego.
Rosnący ruch transgraniczny w krajach Wspólnoty wymusił na Komisji Europejskiej podjęcie kroków mających ujednolicić różnorodne systemy napięcia w sieci trakcyjnej oraz systemy bezpieczeństwa sterowania ruchem kolejowym. Brak ujednolicenia znacznie utrudniał swobodę użytkowania tych samych pojazdów kolejowych w różnych krajach Wspólnoty Europejskiej. Dlatego Komisja Europejska zadecydowała o utworzeniu wspólnego Europejskiego Systemu Zarządzania Ruchem Kolejowym – ERTMS. ERTMS/ETCS jest Europejskim Systemem Sterowania oraz Globalnym Systemem Kolejowej Radiokomunikacji Ruchomej (ERTMS/GSM-R). Maszynista, prowadząc pociąg w oparciu o ten system, nie bazuje już jedynie na własnym rozpoznaniu i interpretacji wskazań semaforów i wskaźników.